# Bellegarde (Loiret)
Bellegarde is een gemeente in het Franse departement Loiret (regio Centre-Val de Loire). De gemeente telde 1.416 inwoners op 1 januari 2022.

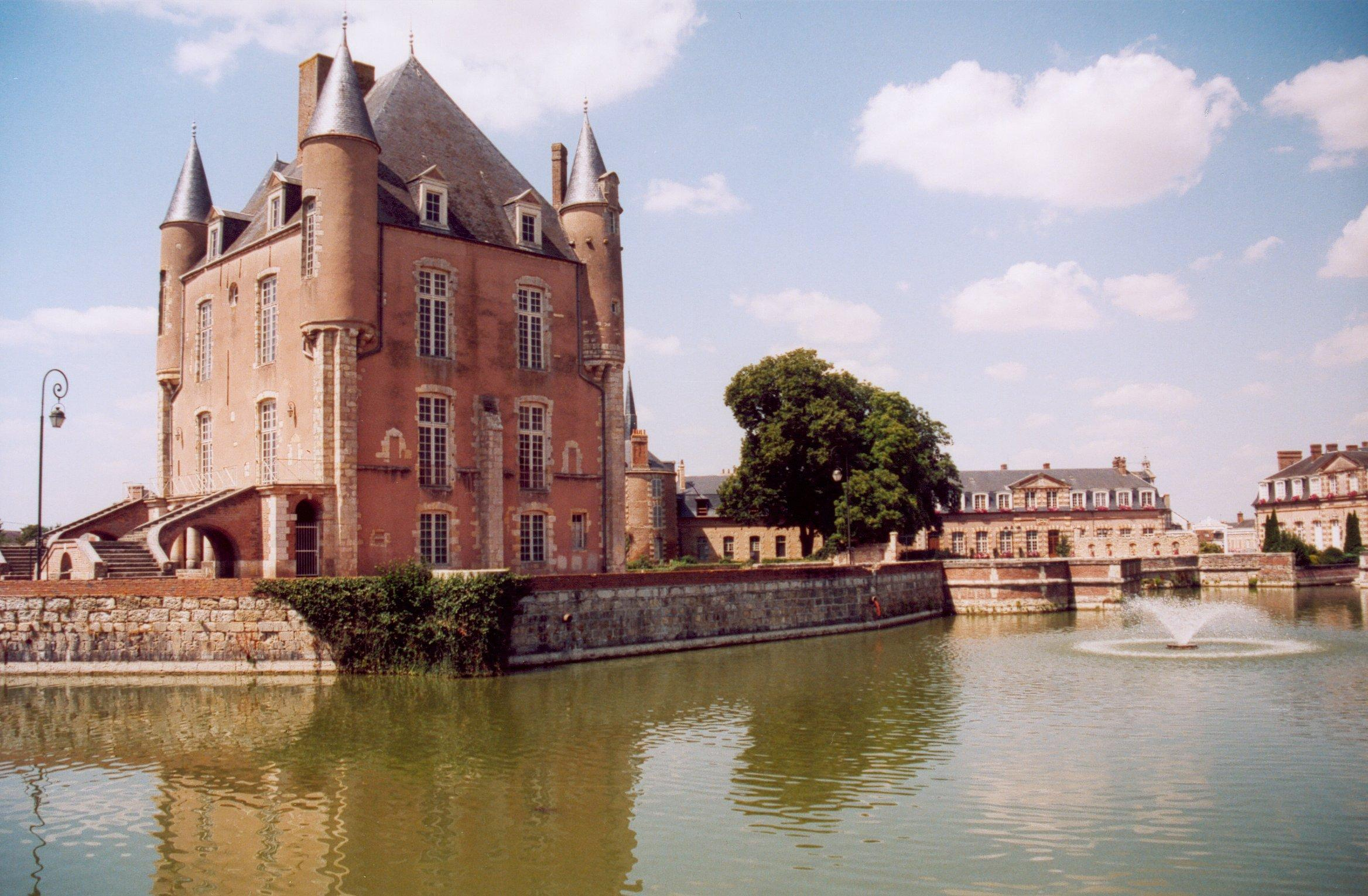
Kasteel

## Geografie
De oppervlakte van Bellegarde bedroeg op 1 januari 2022 4,93 vierkante kilometer; de bevolkingsdichtheid was toen 287,2 inwoners per km².

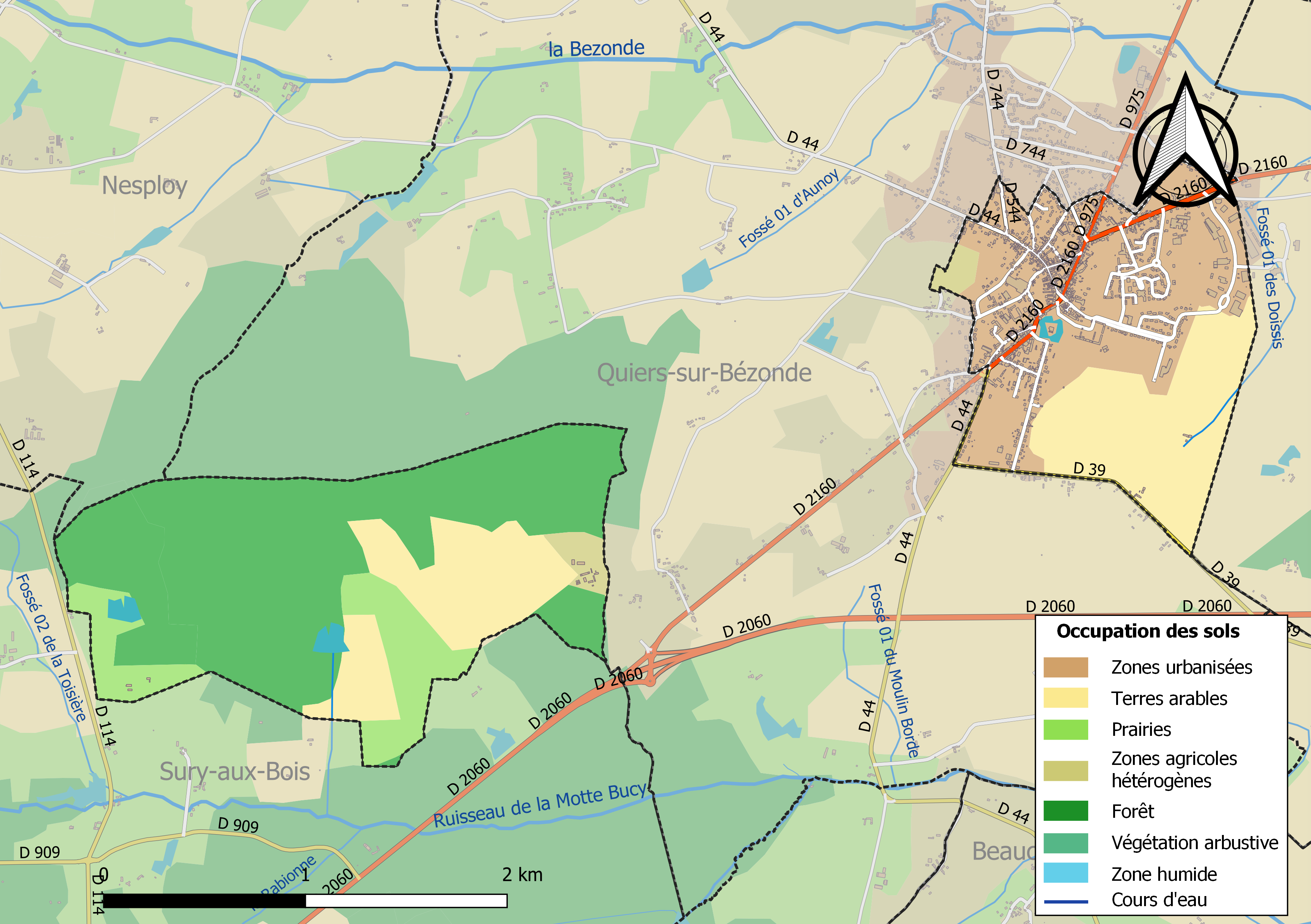
Kaart van de gemeente met de belangrijkste infrastructuur, bodemgebruik en omliggende gemeenten

## Jumelage
Er bestaat een jumelage met Havixbeck in Duitsland.

## Demografie
Onderstaande figuur toont het verloop van het inwoneraantal van Bellegarde vanaf 1962.

Bron: Frans bureau voor statistiek. Cijfers inwoneraantal volgens de definitie population sans doubles comptes (zie de gehanteerde definities)